# Asociación estelar

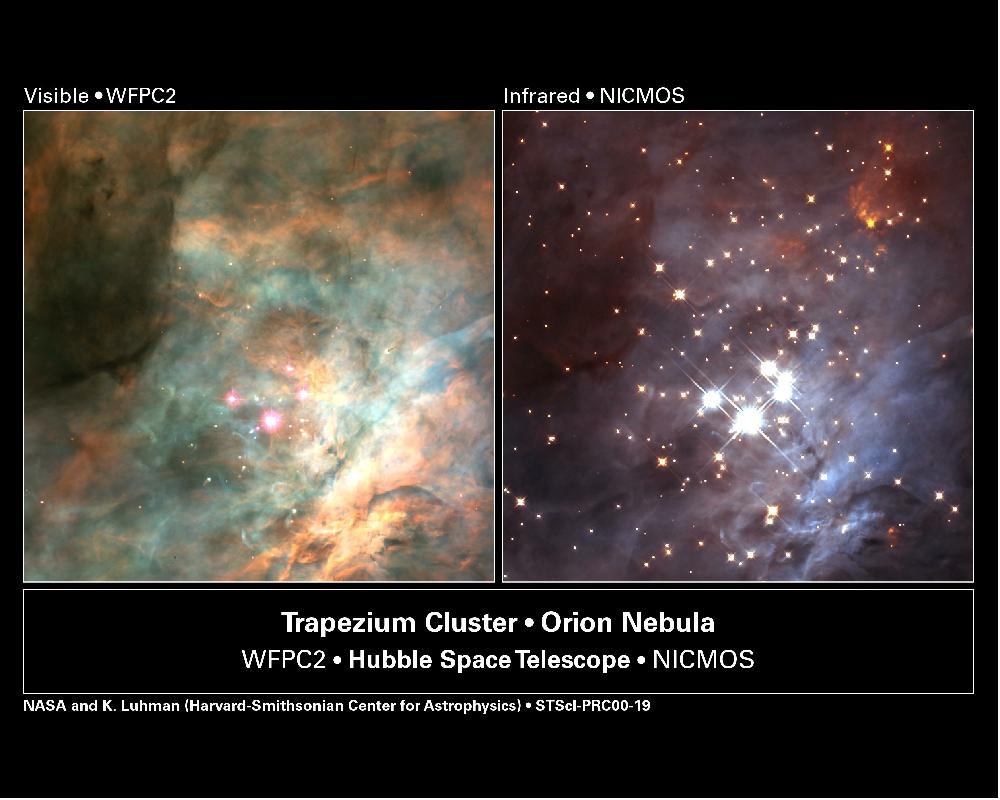
El cúmulo del Trapecio en la nebulosa de Orión, una asociación estelar OB.

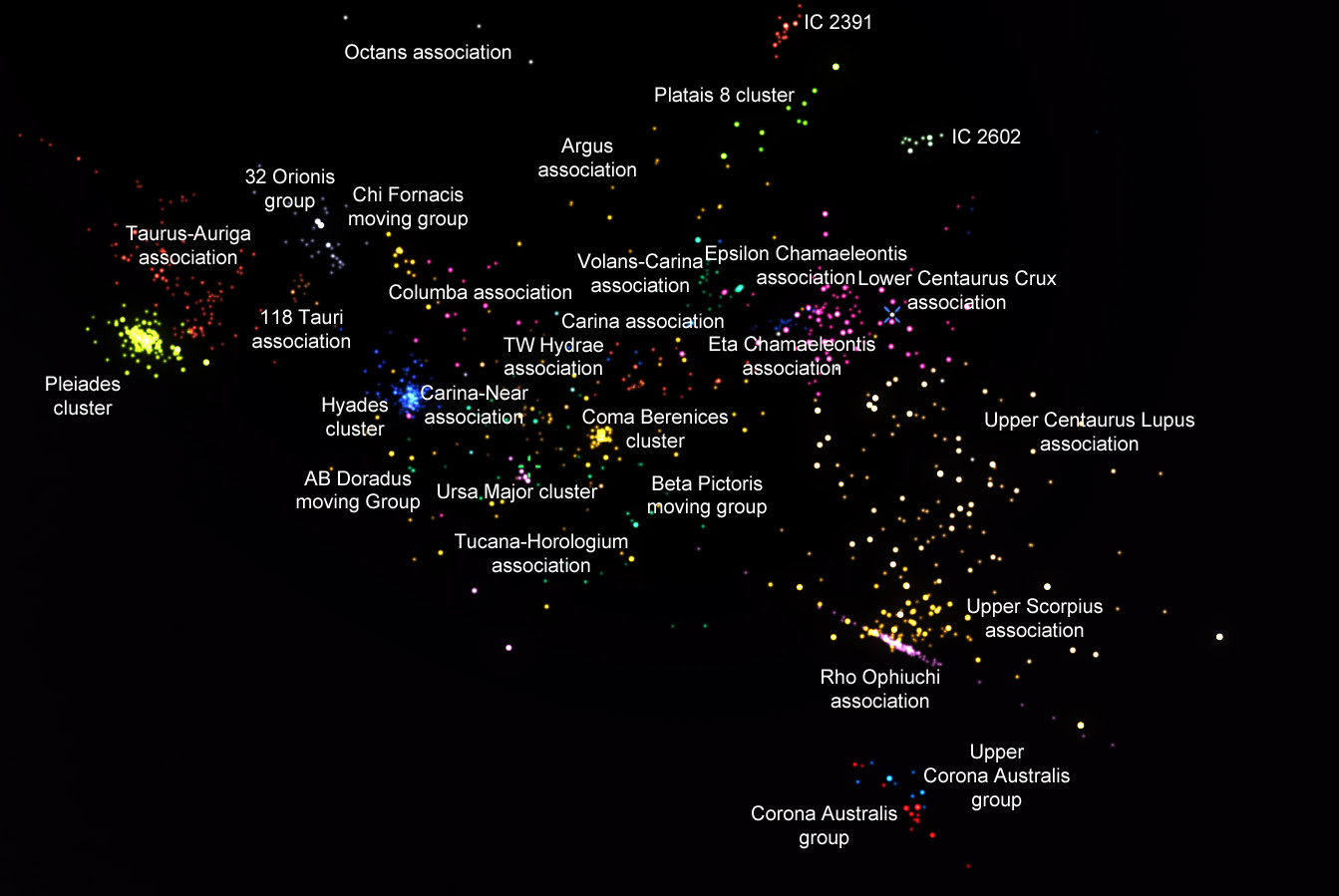
Asociaciones estelares cercanas y grupos en movimiento. La cruz verde del centro muestra la posición del Sol.

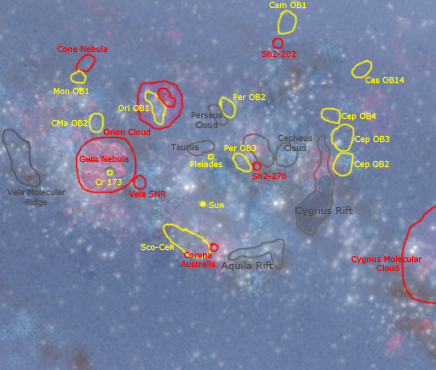
Cerca del Brazo de Orión de la Vía Láctea, con las principales asociaciones estelares (en color amarillo), nebulosas (en color rojo) y nebulosas oscuras (en color gris) alrededor de la Burbuja local.

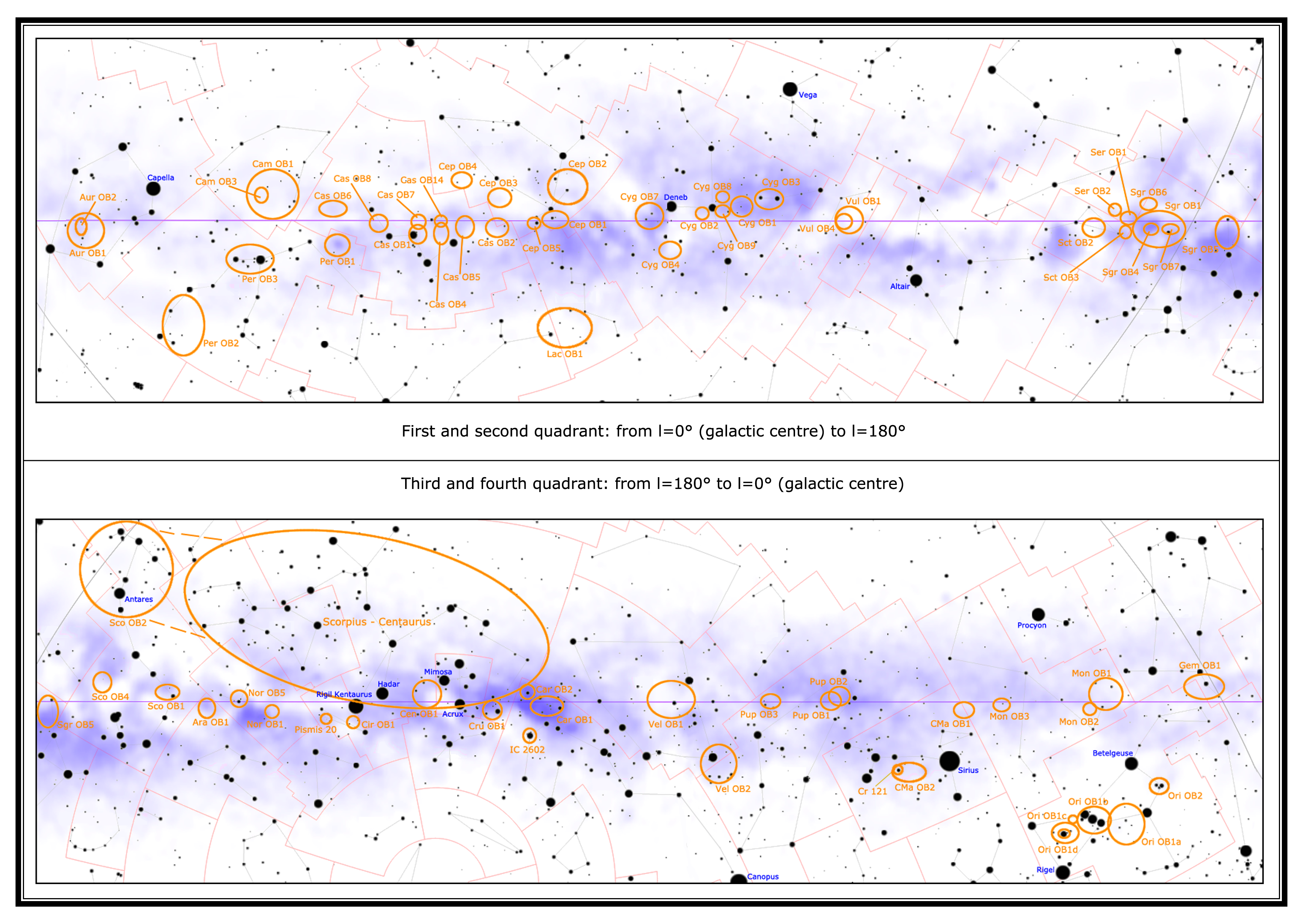
Asociaciones principales del plano galáctico en el cielo nocturno.

En astronomía se define asociación estelar como un cúmulo estelar caracterizado por una unión gravitacional menos intensa que la que mantiene unidos a los cúmulos abiertos y los cúmulos globulares. Las asociaciones estelares fueron descubiertas por el astrofísico Víktor Ambartsumián en 1947.
El satélite Hipparcos proporcionó mediciones que localizaron una docena de asociaciones estelares a 650 parsecs del Sol.
Las asociaciones estelares están destinadas a separarse en un tiempo astronómico relativamente breve, del orden de unos pocos millones de años. Esto significa que las asociaciones observables actualmente están formadas por estrellas de reciente formación, de algunos millones de años como máximo.

## Historia del descubrimiento
Antes del descubrimiento de las asociaciones estelares, se conocían dos tipos de agrupaciones estelares: Cúmulo abierto y cúmulo estelar de bolas.
Las asociaciones estelares fueron descubiertas por primera vez por Victor Ambartsumian en 1947y calculó que tales objetos decaen en unos pocos millones de años. Este descubrimiento también indicaba que la formación de estrellas en la Galaxia seguía ocurriendo
Hambardzumian también distinguió dos tipos de asociaciones estelares: O- (u OB-asociaciones) y T-asociaciones, que se discutirán en la sección correspondiente. Más tarde se añadió otra clase de asociaciones Asociaciones R.

## Características
Las asociaciones estelares se diferencian de los cúmulos estelares dispersos por su mayor tamaño -50-100 pársecs de media- y menor número, y por tanto densidad, de estrellas -en una asociación estelar, las estrellas oscilan entre unos pocos y varios cientos-. No obstante, la densidad de estrellas en una asociación es mucho mayor que en una galaxia media.
Las asociaciones estelares se distinguen principalmente por la similitud de los vectores de velocidad y la misma edad de las estrellas. Una composición química similar también es un signo de asociación.
Por regla general, las asociaciones estelares se sitúan en la componente plana del disco galáctico de 100-200 parsecs de grosor. Las estrellas de las asociaciones tienen edades más bien pequeñas: no más de unas decenas de millones de años. Como consecuencia, el contenido de elementos pesados en ellas es bastante alto y asciende al 2-3%.
Las asociaciones estelares se forman porque las estrellas se forman en grupos. Aunque las estrellas formadas no suelen estar ligadas gravitatoriamente, están próximas en el espacio durante algún tiempo. Por ello, las asociaciones estelares están formadas por estrellas jóvenes.

## Principales asociaciones estelares
La Asociación estelar de la Osa Mayor es un ejemplo de asociación estelar. (Excepto α Ursae Majoris y η Ursae Majoris, todas las estrellas de la Arado/Big Dipper forman parte de ese grupo).
Otros grupos jóvenes en movimiento son:
- Asociación estelar de AB Doradus
- Asociación estelar de Argus
- Asociación estelar de Beta Pictoris
- Asociación estelar de Cástor
- Asociación estelar OB2 de Cygnus
- Asociación OB a gran escala de las Híades
- Asociación OB a gran escala IC 2391 / Cúmulo de ómicron velorum
- Asociación estelar de Lambda Orionis (Cr 69)
- Asociación estelar OB1 de Orión
- Asociación estelar de la Osa Mayor
- Nebulosa del Pez Dragón
- Asociación local de las Pléyades o M 45
- Asociación estelar de Scorpius-Centaurus
- Asociación estelar de Theta Orionis (Trapezium)
- Asociación estelar de TW Hydrae
- Asociación estelar de Zeta Herculis[11]
- Asociación estelar Cam OB1[12]

## Tipos de asociaciones
Víktor Hambardzumyan clasificó por primera vez las asociaciones estelares en dos grupos, OB y T, según las propiedades de sus estrellas. Sidney van den Bergh sugirió más tarde una tercera categoría, R, para las asociaciones que iluminan las nebulosas de reflexión.
Las asociaciones OB, T y R forman un continuo de agrupaciones estelares jóvenes. Pero actualmente es incierto si son una secuencia evolutiva o representan algún otro factor en el trabajo. Algunos grupos también muestran propiedades de asociaciones OB y T, por lo que la categorización no siempre es clara.
- Asociación estelar OB: Es el tipo más conocido de asociación estelar, se caracteriza por la presencia de estrellas de los tipos espectrales O y B. Se supone que se forman a partir de un pequeño volumen, en el interior de una nube molecular gigante.[16]  Algunas de ellas pueden comenzar como estrellas Herbig Ae/Be. Una vez que el gas y el polvo desaparecen, las estrellas remanentes se desligan del cúmulo original para continuar su movimiento propio por la galaxia. Dado que la vida media de las estrellas tipo O es muy corta, estas asociaciones tienen como máximo una edad de pocos millones de años. Las mayores de éstas son conocidas como asociaciones OB a gran escala o SOBA del inglés:Scaled OB Association, que se define como super asociaciones equivalentes conceptualmente a los super cúmulos estelares son a los cúmulos estelares normales. El prototipo de las estrellas características es de las asociadas a la región HII y como ejemplo, el cúmulo abierto NGC 604 en la galaxia del Torbellino M33. La asociación OB más cercana es la Asociación estelar de Scorpius-Centaurus, ubicada a unos 400 años luz del Sol.[17]

- Asociación estelar T: Compuestas de jóvenes estrellas del tipo T Tauri. Estas asociaciones normalmente se encuentran cerca de la nube molecular desde la que se han formado. Los grupos estelares jóvenes pueden contener un número de estrellas T Tauri infantes que aún están en proceso de entrar en la secuencia principal. Estas poblaciones dispersas de hasta mil estrellas T Tauri se conocen como asociaciones T. El ejemplo más cercano es la asociación Tauro-Auriga T (asociación Tau-Aur T), situada a una distancia de 140 parsecs del Sol.[18] Otros ejemplos de asociaciones T incluyen la asociación T R Corona Australis, la asociación T Lupus, la asociación T Chamaeleon y la asociación T Velorum. Las asociaciones T suelen encontrarse en las proximidades de la nube molecular de la que se formaron. Algunas, pero no todas, incluyen estrellas de clase O-B. Para resumir las características de los miembros de los grupos en movimiento: tienen la misma edad y origen, la misma composición química y presentan la misma amplitud y dirección en su vector de velocidad.

- Asociación estelar R: Las asociaciones de estrellas que iluminan las nebulosas de reflexión se denominan asociaciones R, un nombre sugerido por Sidney van den Bergh tras descubrir que las estrellas de estas nebulosas tenían una distribución no uniforme. Estas jóvenes agrupaciones estelares contienen estrellas de la secuencia principal que no son lo suficientemente masivas como para dispersar las nubes interestelares en las que se formaron.[19] Esto permite a los astrónomos examinar las propiedades de la nube oscura circundante. Dado que las asociaciones R son más abundantes que las asociaciones OB, pueden utilizarse para trazar la estructura de los brazos espirales galácticos.[20] Un ejemplo de asociación R es el Complejo Monoceros R2, situado a 830 ± 50 parsecs del Sol.[19] La característica más notable de este complejo está dada por la presencia de una gran cantidad de nebulosas de reflexión, iluminadas por las estrellas calientes y azules de la asociación Monoceros R2, asociación OB formada por los mismos gases que ahora ilumina; estas estrellas, que forman parte del primer ciclo de formación estelar del complejo, confieren al gas un color marcadamente azulado, claramente visible incluso con instrumentos de aficionados o en fotografías.[19]